# Valter Magno de Carvalho
Valter Magno de Carvalho (ur. 22 lutego 1973 w Capela Nova) – brazylijski duchowny katolicki, biskup Ituiutaby (nominat).

## Życiorys

### Prezbiterat
Święcenia kapłańskie przyjął 23 sierpnia 1997 i został inkardynowany do archidiecezji Mariana. Pracował głównie jako duszpasterz parafialny, był także m.in. wikariuszem biskupim dla południowej części archidiecezji, a także dyrektorem roczników propedeutycznych oraz rektorem seminarium w Marianie.

### Episkopat
4 listopada 2020 papież Franciszek mianował go biskupem pomocniczym archidiecezji São Salvador da Bahia oraz biskupem tytularnym Giufi. Sakry biskupiej udzielił mu 23 stycznia 2021 kardynał Sérgio da Rocha – arcybiskup São Salvador da Bahia.
22 maja 2025 papież Leon XIV mianował go biskupem diecezji Ituiutaba.